# ...Something to Be
..Something to Be è il primo album discografico da solista del cantante Rob Thomas, già membro del gruppo Matchbox Twenty. Il disco è stato pubblicato nel 2005.

## Il disco
L'album, prodotto da Matt Serletic, contiene diversi singoli diventati hit da classifica negli Stati Uniti: tra questi Lonely No More e This Is How a Heart Breaks. L'album inoltre è stato pubblicato nel formato DualDisc ed è stato certificato disco di platino dalla RIAA. Ha raggiunto la posizione numero 1 della classifica di vendite statunitense Billboard 200.

## Tracce
1. This Is How a Heart Breaks – 3:50
2. Lonely No More – 3:47
3. Ever the Same – 4:16
4. I Am an Illusion – 4:53
5. When the Heartache Ends – 2:51
6. ...Something to Be – 4:31
7. All That I Am – 4:28
8. Problem Girl – 3:55
9. Fallin' to Pieces – 4:11
10. My, My, My – 4:18
11. Streetcorner Symphony – 4:09
12. Now Comes the Night – 4:55

CD Bonus
1. ...Something to Be (downtown version)
2. When the Heartache Ends (piano version)
3. Not Just a Woman
4. You Know Me
5. Dear Joan
6. Lonely No More (Jason Nevins Rock Da Club Mix)
7. Lonely No More (Francois L. Club Mix)

## Classifiche (2005)
| Classifica  | Posizione raggiunta |
| ----------- | ------------------- |
| Stati Uniti | 1                   |
| Regno Unito | 11                  |
| Canada      | 2                   |
| Australia   | 1                   |